# 忘レナ草 〜Forget-me-Not〜
『忘レナ草 〜Forget-me-Not〜』（わすれなぐさ フォーゲット ミー ノット）は、2002年4月12日にユニゾンシフトが発売した18禁恋愛アドベンチャーゲーム。2005年9月16日には廉価版『忘レナ草 Forget-me-Not Memorial Edition』が発売されている。

## 登場キャラクター
矢部 正広
この作品の主人公。複雑な家庭環境の影響で、他人との関わりを避けてしまう性格を持つ。喧嘩の怪我で入院をするが、その後突然現れる死神に死の宣告を受ける。
エアリオ
声 - 宗川梗
主人公の前に突然現れた死神。主人公に死の宣告をすると同時に、生き延びる方法を教える。
朝比奈 香澄
声 - かわい乙女
数年ぶりに再会した主人公の幼馴染で、主人公に好意を抱いている。人の「死」を予見できる死神のような超能力を持つ。
真柴 沙耶
声 - 鷹月さくら
無口で人と関わるのを嫌う少女。
坂崎 こより
声 - 望月アスカ
明るく天真爛漫な少女。足にギプスをしているのにもかかわらず、病院内を元気に走り回る。
東堂 真綾
声 - 岩田由貴
真柴沙耶の親友で、沙耶が唯一心を開いている人物。沙耶に恋愛感情持つ。
新田 穂波
声 - 葉月ミカ
病院の看護師長。鬼婦長と恐れられ、説教くさいところがある。

## スタッフ
- シナリオ：渡部好範
- 原画：いとうのいぢ
- 音楽：水月陵
  - オープニングテーマ『Forget-me-Not』
    - 作詞：渡部好範
    - 作曲：水月陵
    - 歌：Akira

  - エンディングテーマ『時の砂・月の雫〜目覚めない夢〜』
    - 作詞：渡部好範
    - 作曲：水月陵
    - 歌：KIYO

（※両曲ともにフルバージョンがユニゾンシフトホームページ内でDL可能）

## 関連商品
- 忘レナ草 Forget-me-Not オリジナルサウンドトラック＆アレンジ（2002/09/19日、バップ/FSCG-85126）